# Akropolis-Turnier 2017
Die 28. Auflage des Akropolis-Basketball-Turniers 2017 fand zwischen dem 23. und 25. August 2019 im Vorort Marousi von Athen statt. Ausgetragen wurden die insgesamt sechs Spiele in der Olympiahalle.
Neben der gastgebenden Griechischen Nationalmannschaft nahmen auch die Nationalmannschaften aus Georgien, Italien sowie Serbien teil.

## Begegnungen
| 23. August 2017 | Serbien      | 73 – 65 | Italien  |
| 23. August 2017 | Griechenland | 71 – 72 | Georgien |
| 24. August 2017 | Georgien     | 68 – 66 | Serbien  |
| 24. August 2017 | Griechenland | 73 – 70 | Italien  |
| 25. August 2017 | Italien      | 73 – 65 | Georgien |
| 25. August 2017 | Griechenland | 67 – 69 | Serbien  |

## Tabelle
| Rang | Land         | Punkte | Körbe   |
| ---- | ------------ | ------ | ------- |
| 1    | Georgien     | 5      | 205–210 |
| 2    | Serbien      | 5      | 208–200 |
| 3    | Griechenland | 4      | 211–211 |
| 4    | Italien      | 4      | 208–211 |